# Gesebel
Gesebel es el título de una historieta italiana de ciencia ficción con evidentes elementos del Fumetto Nero, ya que su autor Max Bunker fue uno de los pioneros de este género.

## Trayectoria editorial
Esta serie fue creada en 1964 por Bunker y el dibujante Magnus, y cuenta la historia de un monarca autoritario de un lejano planeta que debe exiliarse del mismo cuando una secta se apodera de él. Tras ese episodio, Gesebel protagoniza muchas aventuras en diversos planetas donde no faltan los dos ingredientes básicos del fumetto nero: la violencia y el erotismo:
1. La corsara dello spazio - febrero 1966
2. Minaccia nel cosmo - marzo 1966
3. E la Terra scoppiò - abril 1966
4. La notte dei pipistrelli - mayo 1966
5. La setta nera - junio 1966
6. Il pianeta del mistero - junio 1966
7. L'idolo di fuoco - julio 1966
8. Nel mondo del nulla - agosto 1966
9. L'oppressore - septiembre 1966
10. La nube del terrore - octubre 1966
11. Il mercato delle schiave - noviembre 1966
12. Secessione galattica - diciembre 1966
13. Homo Sapiens - enero 1967
14. Il dado è tratto - febrero 1967
15. Attenzione Galassia 1 - marzo 1967
16. Il grande Dark - abril 1967
17. Il pianeta spento - mayo 1967
18. Il piano di Agla - junio 1967
19. Le meteore di fuoco - julio 1967
20. Lo strano raggio verde - agosto 1967
21. L'enigma del labirinto - septiembre 1967
22. Il tesoro impossibile - octubre 1967
23. Il ritorno di Brosk - octubre 1967

En Hispanoamérica la serie fue editada en Uruguay.

## Enlaces de interés
- Max Bunker Press
- Fumetto nero en español

- Datos: Q92578